# Frkljevci
Frkljevci is een plaats in de gemeente Pleternica in de Kroatische provincie Požega-Slavonië. De plaats telt 385 inwoners (2001).